# Национална арена Тоше Проески
Национална арена „Тоше Проески” (раније Телеком арена, Градски стадион и Филип II Македонски) је стадион са више намена у Скопљу, Северна Македонија. Највише се користи за фудбалске утакмице, али понекад и за музичке концерте и друге догађаје. Он је дом два фудбалска клуба, Работничког и Вардара, а такође на њему игра и фудбалска репрезентација Северне Македоније.

## Име
После спора Северне Македоније са Грчком око историјског наслеђа античке Македоније, Грци су забранили Македонцима да се служе историјским личностима која нису северномакедонска, већ старогрчка. Македонци су морали да промене име арене „Филип  Македонски”, а 2019. г. донета је одлука да арена носи име по певачу Тошету Проеском (1981—2007) — Национална арена „Тоше Проески”.

## Реконструкција и проширење
Изградња северне трибине је завршена у августу 2009, а стављена у употребу августа 2009. У септембру 2009. је почето са градњом западне и источне трибине, а те две новоизграђене трибине су свечано отворене 24. априла 2011, тако да стадион сада има капацитет од 32.580 седећих места. Предстоји још постављање атлетске стазе и реконструкција терена, а почетак тих радова се планира за септембар 2011.
На овом стадиону одигран је меч УЕФА Суперкупа 2017. године између победника Лиге шампиона и Лиге Европе.

## Галерија
- Квалификацијски меч за Лигу Европе на стадиону
- Спољашњи део стадиона
- Поглед на стадион и његову околину
- Поглед са јужне трибине